# Serie 314 de Renfe
La serie 314 de Renfe es un conjunto compuesto por una única locomotora diésel-eléctrica (824 kW, 120 km/h) fabricada por Macosa en 1963. Inicialmente fue matriculada como 1401. Este prototipo se conserva actualmente en la factoría de Stadler Rail (antes Macosa-Alsthom, Alstom y Vossloh) de Albuixech (Valencia, España).
La única locomotora que constituye esta serie fue construida, bajo licencia General Motors. Durante su periodo de pruebas estuvo circulando con la numeración GL 12, que corresponde al modelo de constructor, y dado el resultado satisfactorio de aquellas. RENFE la adquirió en 1967, derivándose de ella la serie 319. Estuvo basada en el depósito de Valencia.
La locomotora 1401 es ejemplar único no solo en RENFE, si no mundialmente. La empresa General Motors Corporation a través de su licenciataria en España MACOSA, ya se adjudicó la fabricación de la serie 1900, pero luchaba por ganar el concurso de RENFE de locomotoras de mediana potencia, perdiéndolo a favor de ALCO con la serie 1300. El intento fue tal que llegó a construir por su cuenta un prototipo del modelo que ofertaría a RENFE, basado en el modelo de exportación G-12, aligerada de peso, por ello denominada GL-12 (general Light).
Terminada en octubre de 1963 enseguida inició pruebas para ser recepcionada por RENFE, inicialmente con una peculiar decoración realizó recorridos por la casi totalidad de la red al asignársele el tren herbicida, compartió servicios con la serie 307 en el remolque de mineral en Almería, se la pudo ver en Barcelona, País Vasco, Sevilla o Teruel.
Al cabo de 3 años fue adquirida por RENFE el 29 de abril de 1966, numerándola como 1401 y quedando sin continuidad. Aun siendo ejemplar único su vida activa fue larga, tema extraño en España.